# Саксары
Саксары (Сахсары, Саксыр, Сахсар) — горный массив (хребты Малый и Большой Саксыр) в Хакасии с преобладающими высотами от 400 до 800 м над уровнем моря и расчлененным рельефом на площади 40 тысяч га между реками Камышта и Уйбат (левые притоки реки Абакан) в Аскизском и Усть-Абаканском районах Хакасии. Горные поднятия со склонами различной крутизны чередуются с многочисленными долинами и выровненными седловинами. Среди вершин: Сорах (Сорахтаг).
Относится к предгорью Абаканского хребта, протяжённость с северо-запада на юго-восток приблизительно 340 км. Абсолютные высоты уменьшаются к востоку от 1305 до 994 м над уровнем моря. Низкогорный массив, расчлененный речными долинами притоков pp. Камышта и Аскиз. Сложен нижне-среднедевонскими красноцветно-вулканогенными комплексами горных пород, является внутренним поднятием окраины Минусинской впадины.
Растительность — различные варианты степных фитоценозов, довольно полно отражающие особенности островных хакасских степей. На сев. склонах — небольшие березовые и берёзово-лиственничные колки, которые на отдельных участках создают лесостепной ландшафт. Животный мир представлен степным и горно-степным комплексами (жаворонки, каменки, клушица, заяц-русак, лисица, хорь степной и др.). Встречаются редкие виды, занесенные в Красную книгу РХ: степной орел, сапсан, балобан, филин, и др.
Данный природный объект — планируемый этноприродный парк для сохранения степных экосистем, ландшафтов, разнообразия видов; ведения разнообразной с-х. деятельности с учетом рационального природопользования и долговременного использования ресурсов, организации научных исследований, экологического образования и просвещения, экотуризма и т. п.